# Indonesië-Oceanië. Kunst uit particulier bezit
Indonesië-Oceanië. Kunst uit particulier bezit was een tentoonstelling in het Museum voor Land- en Volkenkunde in Rotterdam van 27 juli tot 3 oktober 1965.
Na een expositie over de kunst van Japan was deze tentoonstelling de tweede in de door het Rotterdamse museum geplande reeks van kunst uit particulier bezit. Er waren elf inzendingen van Nederlandse verzamelaars, waarvan er één anoniem wenste te blijven. De bekendste onder hen was de antropoloog G.H.R. von Koenigswald, wiens collectie Indonesische kunst vermaard was. Een andere inzender was de Utrechtse vioolbouwer Otto Stam met een aantal fraaie oude muziekinstrumenten. 
Behalve tientallen weefsels en zeventig wapens uit Indonesië werden verder sculpturen, beelden, maskers, sieraden, sierstukken van huizen, modellen van huizen en schepen, pagaaien, lak- en kralenwerk getoond. Van de 443 geëxposeerde objecten werden ruim 100 besproken en afgebeeld in de bij de tentoonstelling uitgegeven catalogus. De auteur is niet vermeld.
Na Rotterdam is de tentoonstelling te zien geweest in Cultureel centrum De Beyerd in Breda, in het gebouw waar nu MOTI is gevestigd. 

## Catalogus
- Indonesië-Oceanië. Kunst uit particulier bezit. Rotterdam: Museum voor Land- en Volkenkunde, 1965